# Liste der denkmalgeschützten Objekte in Námestovo
Die Liste der denkmalgeschützten Objekte in Námestovo enthält die acht nach slowakischen Denkmalschutzvorschriften geschützten Objekte in der Gemeinde Námestovo im Okres Námestovo.

## Denkmäler
| Foto |                 | Denkmal / č. ÚZPF                                             | Standort / Konskr. Nr.                                      | Offizielle Beschreibung                          | Beschreibung                                           | Metadaten                                                                         |
| ---- | --------------- | ------------------------------------------------------------- | ----------------------------------------------------------- | ------------------------------------------------ | ------------------------------------------------------ | --------------------------------------------------------------------------------- |
| BW   | Datei hochladen | Grab mit Grabdenkmal(sk) ObjektID: 507-279/0                  | Standort KG: Námestovo Konskr.Nr.:                          | Hamuljak Martin;1789-1859,kult.prac.             | des Martin Hamuljak, Linguist, Redakteur und Publizist | č. NKP: 507-279/0 Stand des NKP: 2012-02-08 Name: HROB S NÁHROBKOM                |
| BW   | Datei hochladen | Gedenktafel(sk) ObjektID: 507-3131/0                          | Hviezdoslavova ul. 18 Standort KG: Námestovo Konskr.Nr.: 48 | Hviezdoslav P.O.;1849-1921,básnik                | für Pavol Országh Hviezdoslav, Dichter                 | č. NKP: 507-3131/0 Stand des NKP: 2012-02-08 Name: TABUĽA PAMÄTNÁ                 |
| BW   | Datei hochladen | Denkmal mit Statue(sk) ObjektID: 507-278/0                    | Hviezdoslavovo nám. Standort KG: Námestovo Konskr.Nr.:      | Hviezdoslav P.O.;1849-1921,básnik                | für Hviezdoslav                                        | č. NKP: 507-278/0 Stand des NKP: 2012-02-08 Name: POMNÍK SO SOCHOU                |
| BW   | Datei hochladen | Säule mit Relief am Sockel(sk) ObjektID: 507-2652/1           | Štefánikova ul. Standort KG: Námestovo Konskr.Nr.:          | štvorboký,kamenný;reliéf sv.Juraja a M.Magdalény | Relief St. Georg und Maria Magdalena                   | č. NKP: 507-2652/1 Stand des NKP: 2012-02-08 Name: PILIER S PODSTAVCOM A RELIÉFMI |
| BW   | Datei hochladen | Statue(sk) ObjektID: 507-2652/2                               | Štefánikova ul. Standort KG: Námestovo Konskr.Nr.:          | Panna Mária-Immaculata;socha P.M.-Immaculaty     | Unbefleckte Jungfrau Maria                             | č. NKP: 507-2652/2 Stand des NKP: 2012-02-08 Name: SOCHA                          |
| ja   | Datei hochladen | Kirche(sk) ObjektID: 507-236/0                                | Standort KG: Slanica Konskr.Nr.:                            | r.k.sv.Kríža;kostol sv.Kríža,galéria             | römisch-katholische Heilig-Kreuz-Kirche, Galerie       | č. NKP: 507-236/0 Stand des NKP: 2012-02-08 Name: KOSTOL                          |
| BW   | Datei hochladen | Denkmal mit Statue(sk) ObjektID: 507-286/0                    | Standort KG: Slanica Konskr.Nr.:                            | Bernolák A.;1762-1813,jazykoved.                 | für den Priester und Philologen Anton Bernolák         | č. NKP: 507-286/0 Stand des NKP: 2012-02-08 Name: POMNÍK SO SOCHOU                |
| BW   | Datei hochladen | Gebäude in regionaltypischem Baustil(sk) ObjektID: 507-3100/0 | 363 Standort KG: Slanica Konskr.Nr.: 363                    | zrubový                                          |                                                        | č. NKP: 507-3100/0 Stand des NKP: 2012-02-08 Name: DOM ĽUDOVÝ                     |

## Legende
Die Tabelle enthält im Einzelnen folgende Informationen:
| Foto:                    | Fotografie des Denkmals. |
| Denkmal / č. ÚZPF:       | Die Übersetzung der Bezeichnung des Denkmals, wie sie vom Slowakischen Denkmalamt (Pamiatkový úrad Slovenskej republiky) verwendet wird. Die Originalbezeichnung ist unter dem Fragezeichen angegeben. Fehlt die Übersetzung, so wird die Originalbezeichnung direkt angezeigt. Weiters ist die Objekt-Identifikationsnummer (Objekt ID) angeführt. Sie ist die offizielle, in der Slowakei eindeutige Nummer č. ÚZPF inklusive der zugehörigen Zählnummer, wie sie in den Daten des Denkmalamtes angegeben wird. Da diese nur innerhalb eines Landkreises gezählt wird, ist dessen Nummer der Denkmalnummer vorangestellt. |
| Standort:                | Wenn in der Liste vorhanden, ist die Adresse angegeben. In Klammern kann sich noch eine zusätzliche Adresse befinden, wenn es beispielsweise ein Eckhaus ist. Bei freistehenden Objekten ohne Adresse (zum Beispiel bei Bildstöcken) ist eine Adresse angegeben, die in der Nähe des Objekts liegt. Durch Aufruf des Links Standort wird die Lage des Denkmals in verschiedenen Kartenprojekten angezeigt. Darunter sind die Katastralgemeinde (KG) und, wenn vorhanden, die Konskriptionsnummer (Konskr. Nr.) angegeben.                                                                                                   |
| Offizielle Beschreibung: | Es ist die Kurzbeschreibung auf Slowakisch, wie sie in den offiziellen Listen angegeben ist, eingetragen. |
| Beschreibung:            | Kurze Angaben zum Denkmal auf Deutsch. |
| Metadaten:               | Zusätzlich werden, wenn in den persönlichen Einstellungen das Helferlein Dauerhaftes Einblenden von Metadaten aktiviert ist, ebensolche angezeigt. |

- Karte mit allen Koordinaten:
- OSM |
- WikiMap